# أنجيلا سالفادوريس
أنجيلا سالفادوريس (بالإسبانية: Ángela Salvadores)‏ مواليد 10 مارس 1997 في أوفييدو، منطقة أستورياس، إسبانيا، هي لاعبة كرة سلة إسبانية. بدأت مسيرتها الاحترافية في سنة 2013. تلعب مع نادي أفينيدا لكرة السلة للسيدات في الدوري الإسباني لكرة السلة للسيدات. لعبت مع نادي ريفاس لكرة السلة.

## روابط خارجية
- أنجيلا سالفادوريس على موقع الاتحاد الدولي لكرة السلة (الإنجليزية)
- أنجيلا سالفادوريس على موقع كرة السلة الأوروبية.كوم (الإنجليزية)
- أنجيلا سالفادوريس على موقع كلية كرة السلة في سبورتس رفرنس.كوم (الإنجليزية)
- أنجيلا سالفادوريس على موقع بروبوليرز (الإنجليزية)
- أنجيلا سالفادوريس على موقع سبورتس رفرنس (الإنجليزية)